# نيل غريغوري
نيل غريغوري (بالإنجليزية: Neil Gregory)‏ (7 أكتوبر 1972 بندولا في زامبيا - ) هو لاعب كرة قدم بريطاني في مركز الهجوم. لعب مع إيبسويتش تاون وسكونثورب يونايتد وكولتشستر يونايتد ونادي بيتربورو يونايتد ونادي تشيسترفيلد ونادي توركي يونايتد وكانفي آيلاند وBoston Bulldogs (soccer) ‏.

## وصلات خارجية
- نيل غريغوري على موقع قاعدة بيانات كرة القدم.إي يو (الإنجليزية)
- نيل غريغوري على موقع Soccerbase.com (لاعب) (الإنجليزية)
- نيل غريغوري على موقع عالم كرة القدم.نت (الإنجليزية)